# Psectrosciara makrochaites
Psectrosciara makrochaites (лат.) — ископаемый вид двукрылых насекомых рода Psectrosciara из семейства Scatopsidae. Обнаружен в эоценовых отложениях США (Кишененская свита, Deep Ford site, Средний Флатхед, Глейшер, Монтана, США, около 45 млн лет).

## Описание
Мелкие двукрылые насекомые. Длина тела — 3 мм. Грудь — 0,6 мм, брюшко — 2,2 мм. Голова темно-коричневая, длина головы 0,24 мм, высота 0,29 мм; усики равномерно темно-коричневые, длина 0,25 мм, жгутик с семью члениками, терминальный членик жгутика удлинен (длина 68 мкм, ширина 60 мкм); щупики светло-коричневые.

## Систематика и этимология
Вид был впервые описан в 2022 году по эоценовым отложениям из (Кишененской свиты, Deep Ford site, Средний Флатхед, Глейшер, Монтана, США, около 45 млн лет) в составе семейства Scatopsidae. Psectrosciara makrochaites отличается от Psectrosciara fossilis из мексиканского янтаря неполной крыловой жилкой M1, прерванной у основания; и от вида Psectrosciara crassieton отличается относительно тонким габитусом. Название таксона происходит от греческих слов makro (длинный) и chaite (длинные волосы, грива) в отношении длинных волос на брюшке этого вида.